# Reino vikingo de Mann
No confundir con Reino de Mann y las Islas, cuyo origen fue escandinavo pero su máximo apogeo corresponde a un periodo posterior a la Era vikinga
El reino vikingo de Mann fue un enclave hiberno-nórdico en la Isla de Man vinculado principalmente a las Hébridas, y corresponde al período anterior a la conquista de Man por Godred Crovan en el año 1079, cuya historia se recoge en la fuente histórica principal conocida como Crónicas de Mann.
La primera constancia de incursiones vikingas se registra en el año 798, y un periodo que se centra entre los años 800 y 815, y posteriormente entre 850 y 990 hubo una masiva inmigración escandinava que crearon asentamientos permanentes más o menos sometidos al dominio del reino de Dublín y a partir de la década de 990 hasta 1079 la isla estuvo bajo la posesión del jarl de las Orcadas. Los restos arqueológicos en la isla, inflexiones en la escritura de sus piedras rúnicas, la ausencia de tumbas de individuos de género femenino y el uso de nombres propios de origen gaélico hacen suponer que los primeros conquistadores vikingos procedían de otros asentamientos del mar de Irlanda, posiblemente de segunda, tercera o más generaciones, y que rápidamente se convirtieron en la casta dominante.
Hubo un tiempo que las Hébridas y Mann estuvieron gobernadas por la dinastía de los Uí Ímair. Se ha sugerido que Lagmann Godredsson, hijo de Gofraid mac Arailt pudo gobernar el reino de Mann hasta 1005 cuando fue expulsado por Brian Boru, lo que implicaría que los jarls de las Orcadas no controlaron Mann a principios del siglo XI, pero es una conjetura. No obstante se puede asegurar que Echmarcach mac Ragnaill y sus sucesores gobernaron el reino de Mann, sin embargo no está claro su dominio sobre las islas de Clyde y las Hébridas. La saga de Njal cita que Sigurd el Fuerte venció al rey de Mann llamado Gudröd (probablemente Gofraid mac Arailt) y obtuvo un gran botín. Entre los miembros del hird de Sigurd se encontraban Helgi y Grim Njalsson y Kári Sölmundarson.
Entre 1025 y 1065 hubo una importante y constante acuñación de monedas en Mann para el comercio de Dublín. Las primeras monedas que se conocen corresponden al reinado de Sigtrygg Silkiskegg. De la docena de versiones de monedas conocidas, ninguna muestra el perfil de un rey de Mann.
En 1073 con la caída del reino de Dublín a manos de la dinastía irlandesa Uí Briain, Sitric mac Amlaíb un vikingo hiberno-nórdico en compañía de dos nietos de Brian Boru, gran rey de Irlanda, atacaron Mann, posiblemente con la intención de anexionar la isla a Dublín, pero fracasaron y murieron todos en el intento.
La hegemonía vikinga llega a su fin en un periodo políticamente inestable (1095–1098) que culminó con una guerra civil en Mann y una cruenta batalla en Santwat entre los vikingos del norte del jarl Óttar de Mann y los vikingos del sur del clan Macmaras (o MacManus) con resultado de la muerte de ambos caudillos. Un hijo de Godred Crovan, Lagman reinaría brevemente como caudillo vikingo hasta la conquista protagonizada por Magnus III de Noruega que abriría otro capítulo en la historia medieval de la isla de Man.

## Tynwald
Una entrada en las Crónicas de Mann que corresponde al periodo entre 1176 y 1187 cita la asamblea de «todo el pueblo de Mann» (omni mannensi populo) y en la entrada del año 1237 se cita la «asamblea de todos los hombres de Mann» (congregatio totius Mannensis populi apud tingualla), una directa mención del Tynwald manés de evidente origen escandinavo. Aunque las citas son tardías, la herencia de un thing que legislaba sobre los asuntos de los vikingos como resolver disputas, promulgar y ejecutar leyes y debatir asuntos propios de la isla, procede indudablemente de la antigua tradición asamblearia de los pueblos nórdicos.

## Gobernantes del reino vikingo de Mann

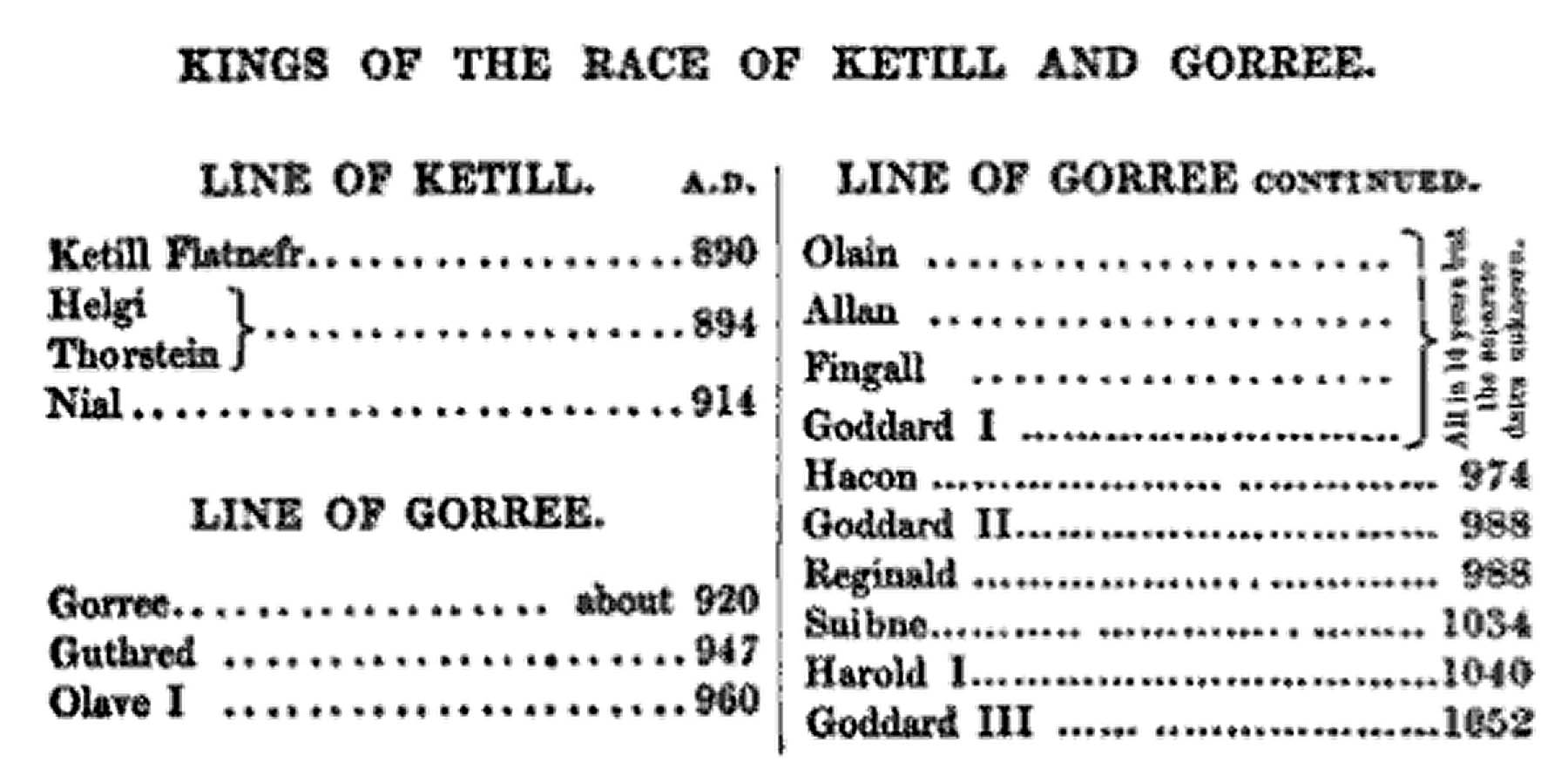
Relación de gobernantes nórdicos de Mann entre 890 y 1052 según una obra de Joseph Train (1845). La dinastía Gorree está vinculada al legendario Godred Crovan.

| Jarl o Rey de Mann (y las Hébridas) | Periodo     | Título                                              | Notas |
| ----------------------------------- | ----------- | --------------------------------------------------- | --- |
| Ottir Iarla                         | 912?–914?   | Jarl y «Señor de la Isla de Mann»                   | Posiblemente vasallo de Ragnall ua Ímair. |
| Ragnall ua Ímair                    | 914–921?    | ?                                                   | Derrotó a Bárid mac Oitir en batalla naval en 914. |
| Gofraid ua Ímair                    | pre 927?–?  | ?                                                   | Padre de Amlaíb Cuarán. Dominó Dublín, probablemente Mann y gran parte de la costa de Galloway y noroeste de Inglaterra.                                                            |
| Olaf III Guthfrithson               | pre 935–941 | Rey de Northumbria y posiblemente rey de las Islas. | Casó con una hija de Constantino II de Escocia |
| Olaf Cuaran                         | 941?–980    | Rey de Northumbria y rey de las Islas               | Sucedió a Amlaíb mac Gofraid (Olaf III Guthfrithson) como rey de Northumbria. |
| Maccus mac Arailt                   | 980–?       | Rey de las Islas                                    | |
| Gofraid mac Arailt                  | ?–989       | Rey de las Islas                                    | Hermano de Maccus mac Arailt |
| Jarl Gilli                          | 990–?       | Jarl de las Hébridas                                | Vasallo de Sigurd el Fuerte |
| Ragnall mac Gofraid                 | ?–1005      | Rey de las Islas                                    | Hijo de Gofraid mac Arailt |
| Lagmann Godredsson                  | ?–1005      | Rey de los «suecos»                                 | Posiblemente hijo de Gofraid mac Arailt. |
| Sigurd el Fuerte                    | 1005–1014   | Jarl de las Orcadas y mormaer de Caithness          | Vasallo de la corona de Noruega |
| Kenneth Godfredsson                 | 1015–1016   | Rey de Mann                                         | Posiblemente otro hijo de Gofraid mac Arailt. |
| Håkon Eiriksson*                    | 1016–1030   | Soberano de las Suðreyjar (o islas meridionales)    | Posiblemente vasallo de Canuto el Grande |
| Olaf Sigtryggsson*                  | 1030?–1034  | Rey de Mann y de otras islas                        | Hijo de Sigtrygg Silkbeard y nieto de Olaf Cuaran |
| Sven Kennethson*                    | ?–1034      | Rey de Mann                                         | |
| Harald el Negro*                    | 1035–1040   | Rey de Mann                                         | Padre de Godred Crovan |
| Thorfinn Sigurdsson                 | 1040?–1058? | Jarl de las Orcadas y mormaer de Caithness          | Vasallo de la corona de Noruega |
| Echmarcach mac Ragnaill*            | 1052–1061   | Rey de Mann                                         | Probablemente gobernó Dublín y Mann antes de 1052, cuando fue expulsado por Diarmait mac Maíl na mBó. Posible hijo de Ragnall mac Gofrith y por lo tanto también rey de Innse Gall. |
| Murchad mac Diarmata*               | 1061–1070   | Rey de Dublín y Mann                                | |
| Diarmait mac Maíl na mBó            | 1070–1072   | Rey de Dublín y las Islas                           | |
| Godred Sigtryggsson                 | ?–1070      | Rey de Mann                                         | |
| Fingal Godredson                    | 1074–1079?  | Rey de Mann                                         | Hijo de Godred Sigtryggsson |
| Godred Crovan                       | 1079–1094   | Rey de Dublín, Mann y las Islas                     | |
| Jarl Óttar(?)                       | 1095?–1098? |                                                     | Señor de la mitad norte de la isla de Mann durante la Guerra Civil |
| Lagman                              | 1095?–1099? | Rey de Mann                                         | Hijo de Godred Crovan. Fue derrocado por Magnus III de Noruega |